# Personaggi di Mobile Suit Gundam SEED
Questo articolo tratta dei personaggi della linea temporale Cosmic Era della serie di anime Gundam. I codici che seguono il nome specificano in quale serie/manga compare effettivamente il personaggio:
- [GS] - Mobile Suit Gundam SEED
- [GSD] - Mobile Suit Gundam SEED Destiny
- [GSA] - Mobile Suit Gundam SEED Astray

Vedi la pagina dei personaggi individuali per maggiori dettagli, dove disponibile.

## Alleanza delle tre navi
L'Alleanza delle tre navi non è uno stato. Consiste di sopravvissuti della nazione di Orb e di disertori ribelli dell'Alleanza Terrestre e di PLANT. Questa alleanza divenne la forza principale nel porre fine alla Guerra di Bloody Valentine.
- Fllay Allster [GS] - ex-civile, Naturale; la figlia viziata di George Allster, che per caso si ritrova a bordo dell'Archangel e rimane invischiata dal centro della guerra. Dopo lo shock di veder morire suo padre per mano di ZAFT inizia ad odiare tutti i Coordinatori e tenta di manipolare Kira fingendosi innamorata. Viene catturata da Le Creuset ma fugge per diventare l'ufficiale addetto alle comunicazioni della Dominion; durante la battaglia tra la Dominion e l'Archangel le viene ordinato da Natarle Badgiruel di tornare all'Archangel, ma muore quando il suo modulo di salvataggio viene abbattuto da Le Creuset, senza aver potuto a dire a Kira quello che veramente provava per lui.
- Cagalli Yula Athha [GS/GSD] - ex-Orb, Naturale; figlia del Cancelliere di Orb e (come rivelato quasi alla fine di GS) gemella naturale di Kira Yamato. Si unisce all'equipaggio dell'Archangel mentre questa combatte a fianco del movimento di resistenza Desert Dawn. Pilota lo Strike Rouge, e possiede la capacità di entrare in Modalità SEED. Nel corso di GS Cagalli si innamora di Athrun Zala. Al termine della guerra viene nominata Rappresentante di Orb ed erede di suo padre. Viene rapita da Kira nel mezzo della cerimonia nuziale, con Yuna Roma Seiran (da cui era stata manipolata in modo da accettarne la proposta di matrimonio) e si riunisce all'equipaggio dell'Archangel. Durante la Battaglia dei Dardanelli e quella di Creta, tenta di fermare l'esercito di Orb (entrato a far parte dell'Alleanza Terrestre), fallendo in entrambe le occasioni.
  - Il suo nome Cagalli, viene dalla parola giapponese kagaribi(un falò).
- Natarle Badgiruel [GS] - Naturale; Ufficiale Esecutivo dell'Archangel; trasferito giusto poco prima che questo diserti (vedi sezione Alleanza Terrester/OMNI più sotto).
- Kuzzey Buskirk [GS] - ex-civile, Naturale; appartenente al gruppo di civili di Heliopolis che rimane a bordo dell'Archangel, l'abbandona quando il suo equipaggio diserta.
- Asagi Caldwell [GS/GSA] - ex-Orb, Naturale; capo del M1 Astray squad sul Kusanagi, uno dei tre pilota collaudatori del Natural OS e del M1 Astray stesso; ucciso il 26 settembre CE 71.
- Jean Carry [GSA] - ex-Alleanza Terrestre, Coordinatore; professore di ingegneria e pilota di Mobil Suite. Conosciuto come "Glittering Star J", Jean pilota un ZGMF-1017 GINN catturato e successivamente un GAT-01D Long Dagger Fortressa per l'Alleanza Terrestre, prima di disertare per la Junk Guild, pilota quindi un MBF-M1 Astray dopo essersi unito alla Fazione Clyne, poco prima della fine della Guerra di Bloody Valentine
- Dalida Lolaha Chandra II [GS/GSD]- ex-Alleanza Terrestre, Naturale: membro originale dell'equipaggio. dell'Archangel.
- Lacus Clyne [GS/GSD] - ex-ZAFT, Coordinatore; figlio di Siegel Clyne, Presidente di PLANT, cantante idol molto popolare in PLANT; attraverso per via di accordi politici è inizialmente impegnata con Athrun Zala, ma più tardi si innamora di Kira Yamato. Crede fermamente negli ideali di pace di suo padre ed usa la sua influenza per aiutare Kira a rubare Freedom e forma una fazione che porta il suo nome per contrastare i piani sempre più genocidi di Patrick Zala rubando e prendendo il comando della nave supporto Eternal. Dopo la guerra che ha contribuito in gran parte a fermare si trasferisce a vivere pacificamente ad Orb. In seguito ad un tentativo di omicidio da parte di Coordinatori, riparte con l'Archangel. Successivamente ritorna segretamente nello spazio e all'Eternal in compagnia di Andrew Waltfeld per raccogliere informazioni e valutare la situazione in continuo peggioramento.
  - Il suo nome, Lacus, significa 'lago'.
- Martin DaCosta [GS/GSD] - ex-ZAFT, Coordinatore; serve come secondo in comando di Andrew Waltfeld nella regione africana. Più tardi egli ed alcuni soldati di ZAFT fedeli a Lacus Clyne la aiutano segretamente quando Patrick Zala la dichiara traditrice. Dopo l'arresto di Athrun da parte di suo padre, su richiesta personale di Lacus lo libera dalla prigionia e scappa insieme a lui sull'Eternal. Durante la Seconda guerra di Bloody Valentine, DaCosta fa parte dell'equipaggio dell'Eternal che accoglie il ritorno di Andrew e Lacus.
- Dearka Elsman [GS] - ex-ZAFT, Coordinatore; originariamente membro di ZAFT e pilota del Buster, diventa amico di Miriallia e si unisce alla fazione Clyne Faction dopo essere stato catturato dall'Archangel. La ragione principale della sua diserzione era per protestare contro le nuove politiche genocide di ZAFT sostenute da Patrick Zala; Dopo la guerra ritorna a ZAFT. Il regista Mitsuo Fukuda ammise che fece cambiare fazione a Dearka in seguito alle cattive vendite della mercanzia correlata al GAT-X103 Buster. (vedi anche la sua voce nella sezione su ZAFT sotto)
- Mu La Flaga [GS] - ex-Alleanza Terrestre, Naturale; Pilota asso di mobile armo, successivamente pilota del ricostruito Strike. Come Ramius, Mwu tratta Kira Yamato come un fratello giovane, prendendolo sotto la sua custodia ed insegnandoli i trucchi del volo; apparentemente muore il 2 novembre, CE 71 mentre protegge l'Archangel da un colpo di positron blaster dal Dominion, successivamente si scopre che Rau Le Creuset è un clone di suo padre Al Da Flaga.
- Miriallia Haww [GS/GSD] - ex-civile, Naturale; ragazza di Tolle, addetta alle comunicazioni sull'Archangel e successivamente amica di Dearka; dopo la guerra Miriallia diventa una fotografa di guerra ed i vista documentare la distruzione causata dalla caduta di Junius-7. Successivamente durante la Seconda guerra di Bloody Valentine incontra nuovamente Athrun Zala ed organizza un incontro con lui, Kira Yamato e Cagalli Yula Athha. Appena prima dell'intervento dell'Archangel nella Battaglia di Creta, Miriallia riprende il suo posto nell'equipaggio dell'Archangel.
- Barry Ho [GSA] - ex-Orb, Naturale; un asso di Orb e protettore della nave di Orb Kusanagi, pilota un MBF-M1A Astray; oltre ad essere un abile pilota è un maestro di arti marziali con il soprannome di God Hand (Mano di Dio) (sebbene sia ateo ed abbia dipinto sul suo M1A Astray la parola Godless (Senzadio)); è estremamente timido con le donne.
- Ledonir Kisaka [GS/GSA/GSD] - ex-Orb, Naturale; guardiano di Cagalli durante il suo periodo con l'Desert Dawn; ufficiale dell'esercito di Orb e co-capitano del ''Kusanagi. Durante la Seconda guerra di Bloody Valentine viene visto con un'uniforme dell'Alleanza Terrestre mentre conduce un gruppo di disertori dell'Alleanza Terrestre dopo il discorso di Gilbert Dullindal contro i LOGOS. Poco dopo ciò salva Athrun Zala e Meyrin Hawke che erano stati abbattuti dopo la loro fuga da ZAFT e li consegna all'Archangel per essere curati.
- Tolle Koenig [GS] - ex-civile, Naturale; ragazzo di Miriallia e pilota di riserva per lo Sky Grasper; ucciso in battaglia da Athrun Zala
- Mayura Labatt [GS/GSA] - ex-Orb, Naturale; terzo in comando della squadra M1 Astray squad; ucciso durante un combattimento con un ZGMF-600 GuAIZ.
- Kojiro Murdoch [GS/GSD] - ex-Alleanza Terrestre, Naturale; membro originale dell'equipaggio dell'Archangel, meccanico veterano di guerra.
- Arnold Newmann [GS/GSD] - ex-Alleanza Terrestre, Naturale; membro originale dell'equipaggio dell'Archangel, addetto al pilotaggio dell'Archangel stesso.
- Juri Wu Nien [GS/GSA] - ex-Orb, Naturale; uno dei membri della squadra di M1 Astray squad di Asagi, seconda in comando; tenta di rubare il MBF-P02 Gundam Astray Red Frame, pilotato da Lowe Guele, per testare il suo sistema operativo Naturale; uccisa il 26 settembre CE 71.
- Romero Pal [GS/GSD] - ex-Alleanza Terrestre, Naturale; Membro originale dell'equipaggio dell'Archangel, prima al comando del controllo di fuoco, poi al Centro Raccolta Informazioni.
- Murrue Ramius [GS/GSD] - ex-Alleanza Terrestre, Naturale; capitano dell'Archangel e innamorata di Flaga. Il suo vecchio ragazzo era un pilota di mobile armor ucciso in azione. Ramius è un ufficiale comandante duro ma giusto che tratta Kira Yamato come un fratello più giovane. Dopo la guerra assume l'alias "Maria Vernes", e lavora per la sezione costruzione navi "B" della Morgenroete, Inc. in Orb, al fianco di Kojiro Murdoch e probabilmente di altri membri dell'equipaggio dell'Archangel. Dopo l'alleanza tra la Terra e Orb riparte con l'Archangel. Nella Seconda guerra di Bloody Valentine, insieme ad altri membri dell'equipaggio dell'Archangel rimpiazza l'uniforme dell'Alleanza Terrestre con uniformi militari di Orb. In Gundam SEED ha il ruolo di "poliziotto buono" in opposizione a quello di "poliziotto cattivo" di Natarle.
- Jackie Tonomura [GS/GSD] - ex-Alleanza Terrestre, Naturale; membro originale dell'Archangel incaricato del Centro raccolta informazioni.
- Andrew Waltfeld [GS/GSD] - ex-ZAFT, Coordinatore; soprannominato "Tigre del Deserto" da ZAFT pilota un LaGOWE distrutto Kira Yamato. Creduto inizialmente morto, sopravvive perdendo un braccio, una gamba e un occhio. Gli viene assegnato il comando dell'Eternal, ma la ruba e si unisce alla Clyne Faction. Sviluppa un interesse per i gemelli Kira Yamato e Cagalli Yula Athha. Dopo la guerra vive insieme a Murrue Ramius sull'Isola Onogoro di Orb. In seguito al tentativo di omicidio contro Lacus Clyne, parte con l'Archangel e pilota un MVF-M11C Murasame personalizzato coi suoi colori oro e rosso. Più tardi accompagna Lacus Clyne a PLANT ed all'asteroide dove l'Eternal era stato nascosto. Qui prende il comando di un ZGMF-X88S Gaia Gundam, con lo stesso schema di colore del suo precedente LaGOWE.
- Kira Yamato [GS/GSD] - ex-civile, Coordinatore; Amico d'infanzia di Athrun Zala. Pilota del Strike, quindi del Freedom ricevuto da Lacus Clyne per rimpiazzare lo Strike dopo essere stato abbattuto in battaglia contro Athrun. Possiede la capacità di entrare in Modalità SEED, al termine della Guerra di Bloody Valentine vive pacificamente in Orb con Lacus, il Reverendo Malchio e gli orfani che quest'ultimo ospita. In seguito ad un tentativo di assassinio contro Lacus, lascia Orb con l'Archangel. Durante la prima parte della Seconda Guerra di Bloody Valentine egli, insieme a Cagalli Yula Athha e l'Archangel, cerca di interporsi tra le forze di ZAFT e quelle combinate di Orb/Alleanza Terrestre. In questa impresa il suo Freedom viene infine distrutto dal'Impulse di Shinn Asuka. Fu in grado disattivare il reattore nucleare di Freedom riuscendo così a fuggire subendo ferite minori; successivamente porta lo Strike Rouge di Cagalli nello spazio per proteggre l'Eternal sotto attacco da ZAFT e gli viene dato il nuovo Strike Freedom Gundam da Lacus Clyne.
  - Il suo cognome, Yamato, deriva da quello storico del Giappone del periodo Yamato. Il suo nome potrebbe essere derivato dalla parola giapponese per scintilla, "kirameki", ma è in realtà una pronuncia deformata della parola killer (dato che 'l' e 'r' vengono pronunciate quasi nello stesso modo in giapponese).
- Sai Argyle [GS] - ex-civile, Naturale; fidanzato di Fllay fino a che non viene mollato in favore di Kira, e membro dell'equipaggio dell'Archangel.
- Athrun Zala [GS/GSD] - ex-ZAFT, Coordinatore; pilota l'unità trafugata Aegis fino a che non viene sconfitto in battaglia dal suo amico d'infanzia Kira Yamato. Successivamente riceve un Justice da ZAFT, ma diserta per unirsi alla Clyne Faction. Figlio di Patrick Zala, membro dell'Alto Concilio di PLANT. Grazie ad un accordo politico tra Patrick e Siegel Clyne, Athrun è impegnato con Lacus Clyne, ma più tardi si fa coinvolgere da Cagalli Yula Athha. Dopo la guerra viene ufficialmente espulso da ZAFT e serve come guardia del corpo personale di Cagalli ad Orb, sotto il nome "Alex Dino". Dopo l'Incidente dell'Armeria Uno si arruola nuovamente in ZAFT e appuntanto[non chiaro] come membro di FAITH da Chairman Dullindal, che gli assegna un Saviour per servire a bordo del Minerva e condurre la squadra di mobile suit. Durante la Battaglia di Creta Athrun cerca di ragionare con Kira, ma spinto dalla rabbia il Saviour viene distrutto da Kira. Più tardi Athrun viene incastrato come traditore da Dullindal e Rey Za Burrel e viene forzato a fuggire con Meyrin Hawke. Nonostante vengano abbattuti entrambi si risvegliano nell'infermeria dell'Archangel.
  - Il suo nome, Athrun, significa "alba".

## Alleanza Terrestre/OMNI

### Federazione Atlantica
- Shani Andras [GS] - Naturale/Esteso; pilota del GAT-X252 Forbidden, ucciso da Yzak Joule
- Murata Azrael [GS] - Naturale; leader di Blue Cosmos e al comando dei piloti OMNI di Gundam; durante la Seconda Battaglia di Jachin Due, quando la Dominion ingaggia l'Archangel prende misure estreme per prevalere in combattimento, ma muore nella distruzione del Dominion. Suo padre Bruno Azrael è un membro di LOGOS
- Natarle Badgiruel [GS]- Naturale; Ufficiale esecutivo dell'Archangel e successivamente Capitano del Dominion, Badgiruel è un ufficiale severo che segue strettamente il regolamento, anche a costo di entrare in conflitto con il Capitano Ramius; ferita da un colpo d'arma da fuoco di Azrael ed uccisa in battaglia quando la Dominion viene distrutta dall'Archangel nella Seconda Battaglia di Jachin Due
- Clotho Buer [GS] - Naturale/Esteso; pilota del GAT-X370 Raider; ucciso da Yzak Joule, armato del Buster rifle di Duel.
- Lord Djibril [GSD] - Naturale; leader di Blue Cosmos dopo Azrael; rivivifica Blue Cosmos ed i suoi piani di sterminio di tutti i coordinatori; è anche un membro della società segreta "Logos". Dopo la Battaglia di Berlino i suoi associati in Logos diffidano di lui.
- Lewis Halberton [GS] - Naturale; Comandante dell'8ª Flotta, è il mentore di Murrue Ramius e sacrifica la sua vita per proteggere il rientro atmosferico dell'Archangel
- Edward Harrelson [GSA] - Naturale; asso dell'Alleanza Terrestre; pilota un caccia F-7D Spearhead fighter jet, un GAT-01 Strike Dagger, un GAT-01D1 Duel Dagger Fortresta, GAT-333 Raider Full Spec e un GAT-X133 Sword Calamity Unit 2; preferisce il combattimento a mani nude; detto anche "Ed the Ripper" (Ed lo Squartatore); la sua amante precedente è l'asso subacqueo dell'Alleanza Terrestre Jane Houston; un importante membro della ribellione U.S.S.A. contro l'Alleanza Terrestre
- Jane Houston [GSA] - Naturale; asso subacqueo dell'Alleanza Terrestre pilota le mobile suit subacquee un prototipo GAT-X255 Forbidden Blue e un GAT-706S Deep Forbidden; soprannominata "Balena Bianca" dai piloti di Zaft per la sua audacia subacquea; è stata l'amante di Edward Harrelson
- Rena Imelia [GSA] - Naturale; asso dell'Alleanza Terrestre ed istruttore di combattimento, pilota un GAT-01D1 Duel Dagger Fortressa, un GAT/A-01E2 Buster Dagger e un GAT-X133 Sword Calamity; pur essendo un Naturale Rena ha riflessi alla pari di quelli di un Coordinatore e può pilotare Mobile Suit dotati di sistema operativo adattati ad un Coordinatore; inizialmente addestra i piloti di mobile suit dell'Alleanza Terrestre, ma più tardi viene riassegnata come pilota di combattimento; conosciuta anche con il soprannome di "Sakura Burst" (Raffica di Ciliegio), riferendosi sia al suo stile di combattimento con il Buster Dagger sia ad una cicatrice dovuta ad una scottatura sulla sua spalla destra.
- Ian Lee [GSD] - capitano del Girty Lue, si fida di Neo implicitamente.
- Neo Lorrnoke [GSD] - comandante dell'81º Battaglione Mobile Indipendente (che include Sting, Stellar e Auel), indossa una maschera che ne nasconde la faccia ed i suoi subordinati hanno estrema fiducia in lui; pilota il mobile armor TS-MA4F Exass ed il mobile suit GAT-04 Windam; ha una reazione Newtype a Rey Za Burrel ed apparentemente uguale all'asso dell'Alleanza Terrestre creduto morto Mu La Flaga. Dopo la Battaglia di Berlino viene catturato dall'Archangel e rivelato geneticamente identico a Mu La Flaga.
- Stellar Loussier [GSD] - Naturale/Esteso di seconda generazione; membro delle forze speciali dell'Alleanza Terrestre, prende parte all'Incidente all'Armeria Uno e ruba il ZGMF-X88S Gaia; si comporta come una bambina di 4 anni, ma ne ha 16. In combattimento mostra una forza anormale; durante un incidente su una scogliera cade in mare e viene salvata da Shinn Asuka e sviluppa un legame con lui, ma le sue memorie vengono cancellate dal trattamento standard di lavaggio del cervello a cui vengono sottoposti gli Estesi di secondo stadio prima del combattimento; successivamente diventa prigioniera di guerra sul Minerva e le sue condizioni peggiorano a causa dell'astinenza da droghe che le venivano date nell'Alleanza Terrestre; violando gli ordini Shinn la riporta a Neo Lorrnoke per salvare la vita ed impedire che venga trattata come una cavia da ricerca dai laboratori di ZAFT; Neo promette a Shinn che dopo che si sarebbe ripresa le avrebbe risparmiato i combattimenti, ma invece le assegna il GFAS-X1 Destroy e viene uccisa in battaglia da Kira Yamato
- Auel Neider [GSD] - Naturale/Esteso di seconda generarazione; membro delle forze speciali dell'Alleanza Terrestre, prende parte all'Incidente all'Armeria Uno e ruba il ZGMF-X31S Abyss, diventandone il pilota; ucciso in battaglia da Shinn Asuka alla Battaglia di Creta
- Sting Oakley [GSD] - Naturale/Esteso di seconda generazione; membro delle forze speciali dell'Alleanza Terrestre, prende parte all'Incidente all'Armeria Uno e ruba il ZGMF-X24S Chaos diventandone il pilota; ritenuto ucciso in battaglia quando il Chaos venne distrutto combattendo contro tre MVF-M11C Murasame dell'Archangel, ma sopravvive e pilota una delle cinque unità GFAS-X1 Destroy durante la Battaglia d'Islanda, solo per essere ucciso da Shinn Asuka.
- Orga Sabnak [GS] - Naturale/Esteso; pilota del GAT-X131 Calamity, ucciso da Athrun Zala

### Federazione Eurasiatica
- Balsam Arendo [GSA] - Naturale; asso della Federazione Eurasiatica, pilota il CAT1-X2/3 Hyperion Unit 2; ucciso da Canard mentre diserta dalla Federazione Euroasiatica
- Morgan Chevalier [GSA] - Naturale; asso newtype dell'Alleanza Terrestre e comandante di carro armato prima dell'introduzione dei mobile suit nell'Alleanza Terrestre; pilota un GAT-01 Strike Dagger e un GAT-01A1 "105 Dagger" Gunbarrel fino alla fine della guerra; conosciuto anche come "Mad Dog of the Moonlight" (Cane Pazzo della Luce Lunare) è in realtà abbastanza calmo e metodico in battaglia.
- Canard Pars [GSA] - Coordinatore; asso della Federazione Eurasiatica, Canard è un prodotto del programma "Coordinatore Definitivo", come Kira Yamato, e forse il suo fratello maggiore; pilota il CAT1-X1/3 Hyperion Unit 1; diserta per unirsi alla Junk Guild alla fine della guerra, pilota il ricostruito YMF-X000A/H Dreadnought H

## PLANT/ZAFT
- Mad Abes [GSD] - Caposquadra tecnico del Minerva.
- Miguel Aiman [GS/GSA] - Coordinatore; conosciuto come il "Magic Bullet Of Dusk" (Magico Proiettile del Crepuscolo), un asso di ZAFT sotto il comando di Le Creuset, che normalmente pilota un GINN personalizzato per il suo stile di combattimento; sfortunatamente Miguel ebbe due colpi di sfortuna che gli costarono la vita - il suo GINN personalizzato venne severamente danneggiato dal Serpent Tail dell'asso mercenario Gai Murakumo, forzandolo ad usare un GINN durante l'assalto di Heliopolis - dove venne ucciso dallo Strike pilotato da Kira Yamato.
- Nicol Amalfi [GS] - Coordinatore; membro di ZAFT, pilota di Blitz; ucciso in azione da Kira Yamato. Nicola si unì dopo l'Incidente di San Valentino, ma non ha mai voluto combattere davvero. Un dotato musicista il suo strumento favorito era il piano; le sue ultime parole furono "Athrun... corri...". Era il figlio del membro del Concilio Supremo di PLANT Yuri Amalfi.
- Shinn Asuka [GSD] - Coordinatore; nato nell'Orb, dopo aver perso i parenti e la sorellina Mayu Asuka durante l'invasione di Orb del CE 71, si trasferisce a PLANT e si arruola in ZAFT diventando un pilota dotato; pilota l'ZGMF-X56S Impulse; indossa l'uniforme rossa degli assi dell'accademia; arrogante ed orgoglioso, aggressivamente sprezzante nei confronti di Orb e dei suoi ideali; incolpa Uzumi Nara Athha (e sua figlia Cagalli) per la morte della sua famiglia; Asuka possiede il fattore SEED, dopo la Battaglia di Berlino, vendica la morte di Stellar Loussier per mano di Kira e riesce a distruggere il Freedom in battaglia; riceve il ZGMF-X42S Destiny dal Cancelliere di ZAFT Gilbert Dullindal
  - Come Kira Yamato prende il nome dal periodo storico giapponese Yamato, così Shinn prende il nome dal periodo Asuka
- Rey Za Burrel [GSD] - Coordinatore; membro dell'equipaggio del Minerva, pilota di alto livello, sempre calmo; pilota lo ZAKU Phantom; ha una reazione Newtype nei confronti di Neo Lorrnoke; dopo la diserzione di Athrun Zala, assume il pilotaggio del ZGMF-X666S Legend, che originariamente era destinato ad Athrun, con l'approvazione del Cancelliere di ZAFT Gilbert Dullindal
- Eileen Canaver [GS] - Coordinatore; il membro più giovane del Concilio Supremo di PLANT ed a capo del comitato diplomatico. È l amano destra di Siegal Clyne e leader in seconda della fazione moderata.
- Siegel Clyne [GS] - Coordinatore; Cancelliere del Consiglio Supremo di PLANT e padre di Lacus Clyne; più moderato nel cercare una soluzione pacifica alla guerra, non prova odio per i Naturali; questo ha reso lui e i suoi sostenitori la parte minoritaria del Concilio di PLANT. Viene brutalmente ucciso dai seguaci di Patrick Zala mentre è alla ricerca di sua figlia.
- Meer Campbell [GSD] - un cantante che impersona Lacus Clyne per ragioni politiche; accompagnata da un Haro rosso. Avvisa Athrun Zala che Gilbert Dullindal vuole accusarlo di tradimento, ma non ha il coraggio di fuggire insieme a lui.
- Raw La Klueze [GS] - Clone/Naturale; membro di ZAFT; un clone fallito di Al Da Flaga (padre di Muu La Flaga), intenzionato a distruggere tutta l'umanità; ucciso in azione da Kira Yamato; il suo soprannome significa "crocefisso" in francese.
- Gilbert Dullindal [GSD] - dopo aver firmato il Trattato di Junius come successore del Concilio Temporaneo, diventa Cancelliere del Consiglio Supremo di PLANT; sostiene dli ideali politici di Clyne e gode della fiducia del popolo; attualmente sta cercandola riconciliazione con i Naturali; è stato un amico di Rau Le Creuset, conosce dell'esistenza di Logos e ha una copia dei diagrammi costruttivi del GFAS-X1 Destroy's; l'equipaggio dell'Archangel non si fida di lui.
- Vino Dupre [GSD] - Membro della squadra tecnica del Minerva.
- Dearka Elsman [GS/GSD] - Coordinatore; membro di ZAFT e pilota del Buster durante la Guerra di Bloody Valentine, diventa amico di Miriallia e si unisce alla Fazione Clyne dopo essere stato catturato dall'Archangel; al termine della guerra ritorna a ZAFT come membro del Joule Team; Non indossa l'uniforme rossa dei top gun, ma quella verde dei piloti ordinari; pilota un ZAKU Warrior. È figlio di Tad Elsman, membro del Concilio Supremod di PLANT.
- Talia Gladys [GSD] - comandante del Minerva, possiede una grande abilità ed attitudine al comando; è stata l'amante di Dullilal, ma la ruppe la relazione perché desiderav avere un figlio, che Dullilan non voleva dargli; viene nominata membro di FAITH e risponde direttamente a Dullindal
- Ash Gray [GSA] - Coordinatore; asso delle Forze Speciali di ZAFT; inquietante Coordinatore con un occhio extra sulla fronte; pilota il ZGMF-X11A Regenerate; ucciso da Lowe & Gai
- Shiho Hahnenfuss [GS/GSA/GSD] - pilota d'élite, indossa l'uniforme rossa; pilota il ZGMF-515 CGUE e il YFX-200 CGUE Deep Arms. Assegnato allo Squadrone Joule prima della fine della Guerra di Bloody Valentine, partecipa alla seconda battaglia di Jachin Due; pilota un Blaze ZAKU Phantom viola
- Lunamaria Hawke [GSD] - Coordinatore; membro dell'equipaggio del Minerva; indossa l'uniforme rossa dei piloti d'Élite, pilota un ZAKU Warrior; la sua unità è rossa, piuttosto che verde standard; gli piace Athrun Zala; dopo aver perso il suo ZAKU alla Battaglia di Creta le viene dato l'Impulse dopo che Shinn riceve il Destiny.
- Meyrin Hawke [GSD] - Sorella di Lunamaria ed ufficiale della comunicazioni del Minerva. Come Lunamaria pare che le piaccia Athrun; quando questi viene incastrato come traditore l'aiuta e fugge con lui.
- Abi Windsor [GSD] - addetto alla raccolta Informazioni della Minerva. Il suo incarico principale è la gestione dei Mobile Suit e le comunicazioni.
- Courtney Hieronimus [GSA] - pilota collaudatore di ZAFT per praticamente tutti i suoi mobile suit. Gli MS famosi che ha pilotato includono YMF-X000A Dreadnought, ZGMF-X999A ZAKU Trial Type e ZGMF-X24S Chaos.
- Burt Heim [GSD] - Membro dell'equipaggio del ponte del Minerva, addetto ai sensori ed ai sistemi secondari
- Yzak Joule [GS/GSD] - Coordinatore; pilota di Duel, in seguito ad uno scontro con Kira gli rimane una cicatrice sulla faccia; si unisce a Dearka nella battaglia finale della Guerra di Bloody Valentine per salvare PLANT; dopo la guerra ritorna a ZAFT come ufficiale comandante dello Squadrone Joule; pilota un Slash ZAKU Phantom. Sua madre, Ezalia Joule, è membro del Concilio Supremo di PLANT.
- Youlan Kent [GSD] - Membro dell'equipaggio tecnico del Minerva. Amico di Shinn
- Arthur Trine [GSD] - Ufficiale esecutivo del Minerva.
- Heine Westenfluss [GSD] - Pilota d'élite pilot, riceve l'insigna speciale di FAITH; assegnato alla squadrone di Athrun durante la Seconda guerra di Bloody Valentine al comando di un GOUF Ignited; precedentemente pilotava un Blaze ZAKU Phantom arancione; ucciso in azione dal ZGMF-X88S Gaia pilotato da Stellar Loussier, dopo che Kira Yamato ha disabilitato il suo GOUF.
- Goud Veia [GSA] - Coordinatore; soprannominato "L'Eroe di ZAFT", è un asso insieme con Miguel & Elijiah, ed il migliore dei tre; le sue eccezionali abilità ottengono ad ZAFT molte vittorie invertendo l'ondata degli OMNI Enforcers; durante e dopo la Guerra di Undici Mesi, Veia sviluppa una doppia personalità, una gentile e servizievole, l'altra vendicativa ed omicida, anche nei confronti di Elijah Kiel; pilota un GINN personalizzato per il suo stile di combattimento; viene ucciso da Elijah nella colonia spaziale di Literia.
- Malik Yardbirds [GSD] - Membro dell'equipaggio del ponte della Minerva; timoniere.
- Chen Zheng Y [GSD] - Membro dell'equipaggio del ponte della Minerva; sistemi d'arma.
- Patrick Zala [GS] - Coordinatore; Padre di Athrun Zala provoca l'escalation della Guerra di Bloody Valentine cercando di purgare il mondo dai Naturali; crede che i Coordinatori siano i soli esseri umani degni della Cosmic Era, prende misure estreme come l'utilizzo del Neutron Jammer Canceller, la creazione dell'Eternal e la costruzione di una superarma chiamata GENESIS; ucciso da un soldato dissenziente che obiettava al suo piano di vaporizzazione della terra.

## Unione di Orb
- Mayu Asuka [GSD] - Sorella di Shinn; mentre la famiglia di Asuka scappa per imbarcarsi su una nave profughi di Orb perde il suo cellulare; Shinn si ferma per recuperarlo, ma un colpo mancato del Freedom pilotato da Kira Yamato distrugge la collina su cui si trovava il resto della famiglia, uccidendoli istantaneamente. Shinn conserva ancora il cellulare di Mayu ed occasionalmente ascolta la registrazione della sua voce.
- Cagalli Yula Athha [GS/GSD] - Rappresentante di Orb representative, durante la Seconda guerra di Bloody Valentine viene "rapita" da Kira a bordo del Freedom giusto prima del suo matrimonio con Yuna Roma Seiran (vedi Fazione Clyne più sopra).
- Uzumi Nara Athha [GS] - Naturale; leader dell'Unione di Orb; si suicida con il resto delle forze di Orb per impedire ad OMNI di occupare la propria nazione.
- Rondo Ghina Sahaku [GSA] - Coordinatore; insieme alla gemella Rondo Mina Sahaku, a capo della famiglia reale Sahaku royal dell'Unione di Orb; desidera che Orb possa governare la Terra; ucciso nel luglio CE 71 dal Blue Frame pilotato da Gai Murako.
- Rondo Mina Sahaku [GSA] - Coordinatore; insieme alla gemella Rondo Ghina Sahaku a capo della famiglia reale Sahaku royal dell'Unione di Orb;
- Yuna Roma Seiran [GSD] - Naturale; figlio di Unato Ema Seiran, manipola Cagalli per far accettare l'alleanza con l'Alleanza Terrestre durante la Seconda guerra di Bloody Valentine e tenta di sposarla; sostiene l'alleanza e si oppone a Cagalli, ZAFT, la Minerva e l'Archangel; un codardo che crede fermamente nel comandare dalle retrovie e fuggire al primo segno di guai.
- Unato Ema Seiran [GSD] - Naturale; primo ministro dell'Unione di Orb dopo la morte del Rappresentante Uzuami Nara Atha e del Rappresentante Homura.
- Erica Simmons [GS] - Coordinatore; capo progettista nella forza militare dell'Unione di Orb; nasconde il fatto di essere un Coordinatore; fallisce nello sviluppare un Sistema Operativo che permetta ad un Naturale di combattere allo stesso livello di un Coordinatore, fino a che non arriva Kira Yamato con l'Archangel che l'aiuta a sviluppare un sistema operativo per il mobile suit dell'Unione di Orb, il MBF-M1 M1 Astray; successivamente aiuta quando l'aiuta a ricostruire Strike lo equipaggia con il proprio sistema operativo, permettendo quindi a Mu La Flaga di pilotarlo.
- Todaka [GSD] - comandante della 2ª Flotta di Difesa di Orb, sfida Yuna Roma Seiran permettendo prima alla Minerva e poi all'Archangel di fuggire da Orb; più tardi gli viene assegnato il comando della Portaerei Takemikazuchi come Colonnello; in un flashback è visto quando era un ufficiale più giovane prendersi cura di Shinn subito dopo che la famiglia di quest'ultimo era stata ucciso durante la Prima guerra di Bloody Valentine; resta ucciso durante la Battaglia di Creta quando Shinn distrugge la Takemikazuchi.

## Junk Guild [GSA]
- Liam Garfield [GSA] - Coordinatore; membro della Junk Guild, piloda un Kimera personalizzato e un Works Ginn.
- Lowe Guele [GSA] - Naturale; pilota ingegnere e tecnico, pilota il MBF-P02 Astray Red Frame; inizialmente opera dalla nave supporto HOME, con il professore Kisato Yamabuki e Liam Garfield; successivamente trasferito alla ReHOME
- Prea LeVeri [GSA] - Coordinatore; pilota il YMF-X000A Dreadnought, possiede un buon potenziale Newtype grazie al fatto di essere un clone fallito di Al Da Flaga; rivale di Canard Pars, si suppone sia morto nel novembre CE 71 a causa di un difetto del processo di clonazione, ma in realtà è una finta per convincere Canard a cambiare vita.

## Serpent Tail [GSA]
- Loretta Adja [GSA] - Naturale; esperta di esplosivi e madre di Kazahana Adja.
- Elijah Kiel [GSA] - Coordinatore/Naturale; compagno di volo di Gai Murakumo, pilota un ZGMF-1017 GINN personalizzato con una cresta a lama sulla testa; prima di unirsi a Gai faceva parte di ZAFT insieme al suo miglior amico Goud Veia.
- Gai Murakumo [GSA] - Coordinatore; leader della compagnia mercenaria Serpent Tail (Coda del Serpente) e pilota delMBF-P03 Astray Blue Frame; incontra per la prima volta Lowe Guele in quello che resta di Heliopolis; va dove c'è il denaro ed è amico del pilota Elijah Kiel

## Altri
- Conil Almeta [GSD] - una giovane ragazza di 14 anni che fa parte della resistenza anti-Alleanza nel Gulnahan Occidentale, sotto la sua guida la Minerva colpisce un avamposto dell'Alleanza.
- George Glenn [GS/GSA] - Coordinatore; laureato al MIT, diventa una star del football americano ed un atleta olimpico; serve nell'Aviazione; sviluppa PLANT come laboratorio di ricerca; capo del Progetto di Esplorazione di Giove; è il primo Coordinatore e rivela il suo segreto genetico al mondo, iniziando la divisione tra Coordinatori e Naturali; capo del conglomerato di difesa Actaeon Industries; assassinato nel CE 53 da un giovane Naturale.
- Kenaf Luchini [GSA] - Coordinatore; capo del conglomerato di difesa Actaeon Industrie, assume Gai Muramuko per distruggere il progetto Astray, gli rivela come ottenere il Red Frame; pilota il prototipo NMS-X07PO Gel Finieto
- Evidence 01 [GS/GSA] - detta anche "Balena Alata", è un fossile extraterrestre trovato nell'orbita di Giove da George Glenn, che prova l'esistenza della vita oltre la Terra; la scoperta indebolisce l'influenza di molte religioni, che a sua volta porta ad un incremento temporaneo dell'insofferenza per i Coordinatori; questa è la prima occorrenza di una vita aliena in tutte le linee temporali dei vari universi di Gundam.